# Buque de hidrógeno

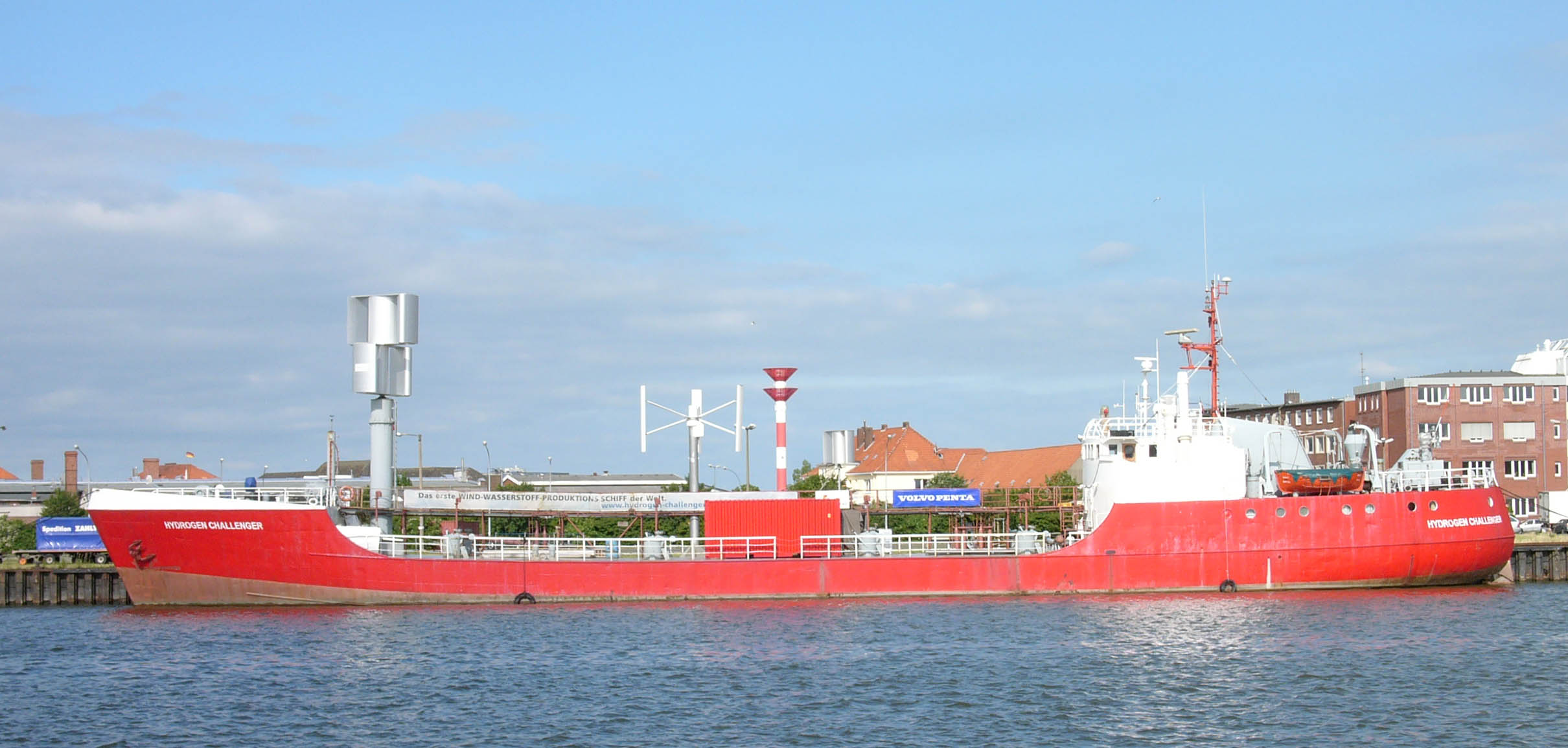
Hydrogen Challenger - un barco propulsado por viento e hidrógeno (puerto de Bremerhaven, Alemania).

Un  buque de hidrógeno es un buque que utiliza como combustible al hidrógeno, éste se convierte primeramente en electricidad mediante pilas de combustible y la electricidad producida provee de energía a motores eléctricos.
Algunos buques poseen esta tecnología, que tiene bastante potencialidad sobre todo para los grandes barcos, como los barcos civiles de crucero.
Asimismo, se han presentado submarinos alemanes con esta misma tecnología.

## Placas solares
Para los buques de cruceros se puede utilizar una placas solares similares a las de fotovoltaica integrada en edificios, que pueden ser transparentes y dejar pasar parte de la luz solar.